# Глован, Дабит Богувер
Да́бит Бо́гувер Гло́ван, немецкий вариант — Давид Трауготт Копф, псевдоним — Вованус (в.-луж. Dabit Boguwěr Głowan, Wowanus, нем. David Traugott Kopf , 13 апреля 1788 года, деревня Чорны-Холмц, курфюршество Саксония — 12 ноября 1865 года, Берлин) — серболужицкий писатель и педагог.

## Биография
Родился 13 апреля 1788 года в серболужицкой деревне Чорны-Холмц в учительской семье. Младший брат Еремиаса Богуслава Глована и Самуэля Глована, которые были оба учителями. Занимался самообразованием, чтобы стать учителем. В 1802—1803 годах был помощником учителя своего брата Самуэля в нижнелужицкой деревне Малин и с 1803—1805 годах — помощником Иеремиаса Богуслава в одной из серболужицких деревень в окрестностях Будишина. С 1805 годах преподавал самостоятельно в различных нижнелужицких деревнях — в Кокрёве (1805—1806), Прявозе (1806—1810), Попойце (1810—1814) и в школе при Котбусской монастырской церкви (1814—1819). В 1816 году основал Общество котбусских учителей. С 1819 года по 1825 год был учителем в Нова-Целе. В 1825 году переехал в Берлин, где был директором новой школы для детей-сирот при Гальских воротах. В 1856 году вышел на пенсию.
Издал множество методических материалов, в частности «Anweisung zum Rechnen nach naturgemäßen Grundsätzen» (1821 года). Занимался изданием педагогического журнала «Volksschulfreund» для учителей народных школ. С 1806 года публиковал на страницах серболужицкой периодической печати стихотворения и рассказы на верхнелужицком и нижнелужицком языках. Вместе с Яном Шиндларем участвовал в издании перевода Библии на нижнелужицкий язык, которые вышли в двух изданиях в 1821 и 1824 годах. Будучи членом берлинского Общества Священного Писания, с 1837 года по 1843 год занимался переводов шести христианских трактатов, которые выпустил изданием от трёх до десяти тысяч экземпляров на верхнелужицком и нижнелужицком языках.

## Сочинения
- Das Leben der sorbischen Lehrer Christian und David Wowanus oder: Der Sieg des Glaubens. 1830, z awtobiografiskim pozadkom.
- Te wysoke swjedźenje za serbske dźěći. Berlin 1837.
- Prěnje rozwučowanje za te lube móličke. Berlin 1839.